# Городоцький музей
Городоцький музей Волинської губернії — приватний місцевий музей змішаного історичного, археологічного й етнографічного спрямування. Перший відкритий у Волинській губернії світський музей. Був, водночас, першим сільським музеєм на теренах сучасної України.
Заснований власником городоцьких маєтностей бароном Федором Штейнгелем 1896 року. Новаторську концепцію музею й структуру його експозиції розробив Микола Біляшівський. Музей здійснював всебічне дослідження Волинського краю і співпрацював з цілим гроном видатних науковців свого часу. Під час Першої світової війни музей припинив своє існування (1914). Музейні збірки й бібліотека евакуйовані з Городка, їхня подальша доля вивчена недостатньо.

## Відділи
- природознавчий: колекції з геології, мінералогії, палеонтології, флори і фауни Волинської губернії;
- географічний: зібрання карт, планів, видів місцевостей, збірки історико-статистичних матеріалів (так званих історико-статистичних архівів), давні акти, літописи, етнографічні спостереження, нотатки про місцезнаходження різних пам'яток старовини, газетні статті, негативи, фотографії;
- антропологічний: матеріали про фізичні особливості розвитку населення Волині;
- археологічний: колекції предметів доісторичної та історичної археології, предмети народного побуту, зразки будівельних матеріалів різних епох, сфрагістики, нумізматики Волинської губернії;
- етнографічний: особливо цікаві зразки місцевого одягу, взуття, жіночих прикрас, домашнього інвентаря, вироби народних промислів, музичний інструментарій тощо.

## Бібліотека
Містилися збірки історичних і краєзнавчих книг, журналів, газет, стародруків, рукописів і спогадів, які висвітлювали різні боки життя Волині; також листи осіб, які працювали на Волині і для Волині; тут же зберігалися фольклорні збірки, анкети, оголошення, афіші, листи, які розсилалися, зокрема Російською Академією наук, Російським географічним товариством, пізніше Товариством дослідників Волині.